# Giovanni Battista Carlone (Maler)

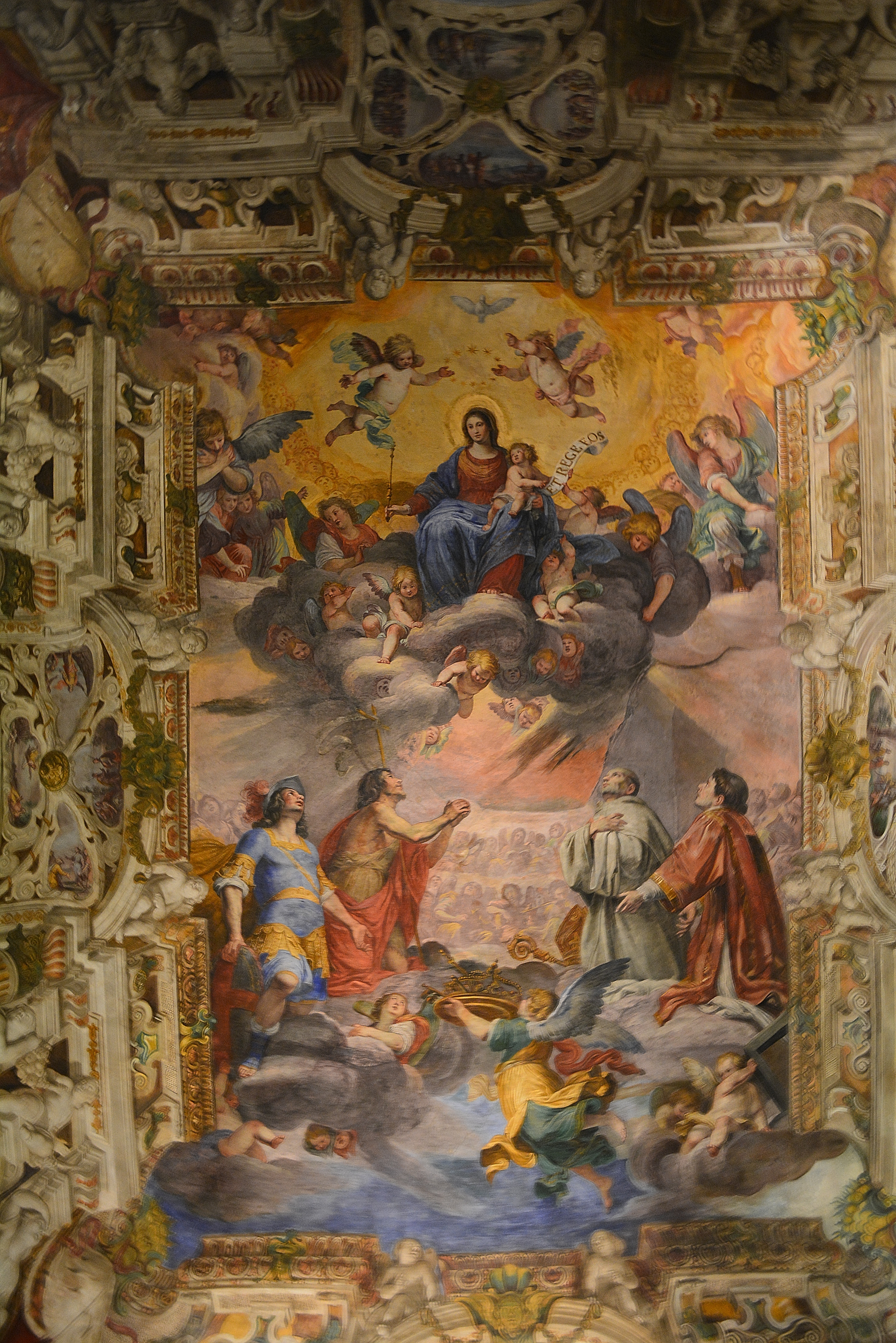
Deckenfresko von Giovanni Battista Carlone in der Kapelle des Palazzo Ducale, Genua

Giovanni Battista Carlone (* 1592, 1594 oder 16. Februar 1603 in Genua; † 1659, 1677 [in Turin], 1680, 1683 oder 1684 in Parodi Ligure, Piemont) war ein genuesischer Maler und Freskant des Barock.

## Biographie
Carlone war ein Sohn des lombardischen Bildhauers Taddeo Carlone (1543–1613/1615) aus Rovio, der ihn auch anfangs unterrichtete. Seine weitere Ausbildung erhielt er bei Domenico Passignano und in Rom. Sein Bruder ist der bekannte Maler Giovanni Carlone (1590–1630), mit dem er zusammenarbeitete. Ihr Malstil ist sehr ähnlich, so dass eine eindeutige Zuordnung der Werke zu einem der beiden Brüder nicht immer möglich ist.
Nach dessen Tod vollendete er die von diesem begonnene Ausmalung der Kirche der Theatiner in Mailand. In der Basilika Santissima Annunziata del Vastato in Genua schuf er Öl- und Freskomalereien. Später arbeitete er für Emanuel Philibert, Herzog von Savoyen und dessen Sohn Karl Emanuel I., dort sind die meisten seiner Werke zu finden. Zu seinen Schülern gehörte Giovanni Carlone aus Rovio.

## Bildergalerie

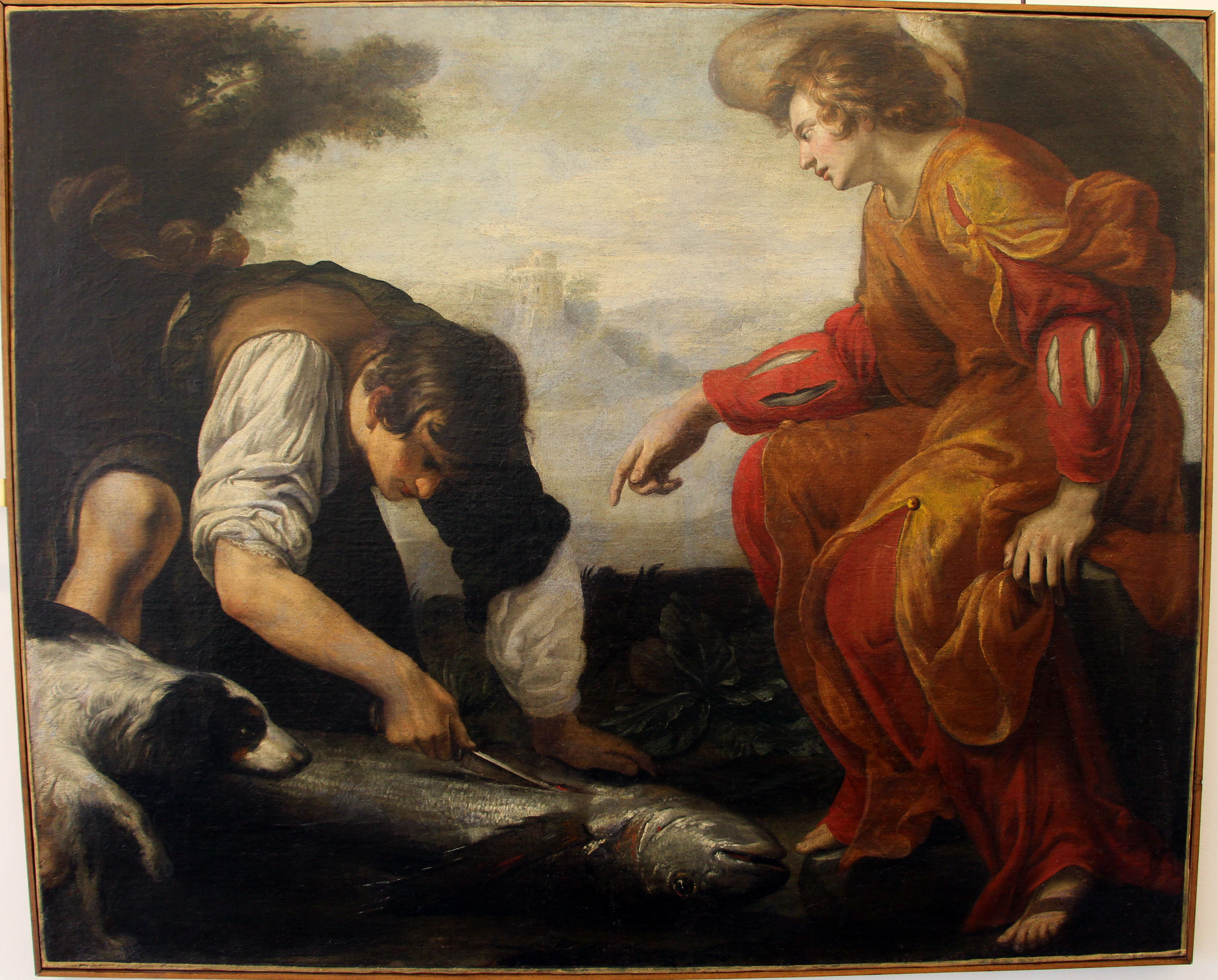
Giovanni Battista Carlone: Fischfang des Tobias, Genua
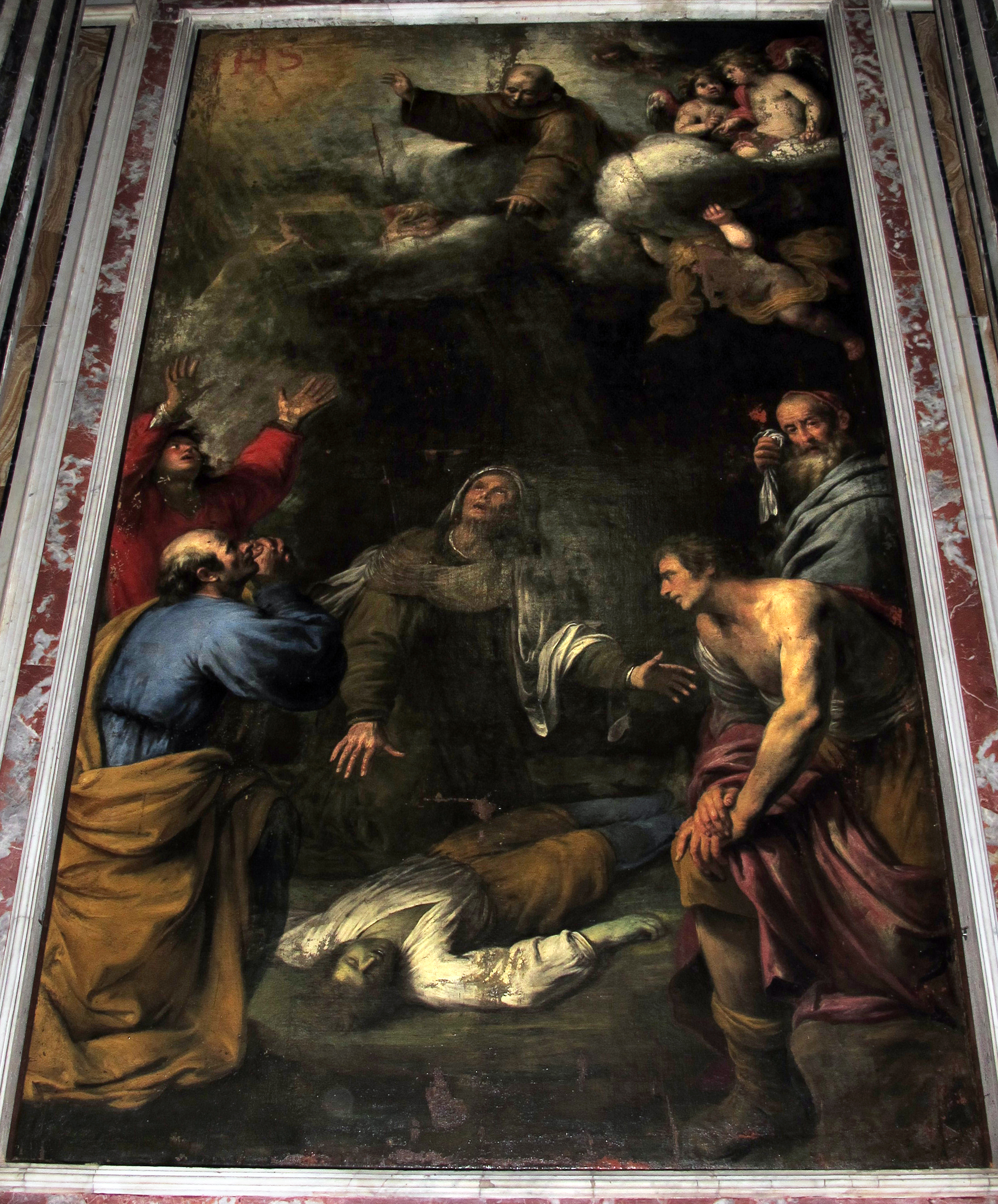
Giovanni Battista Carlone: Wunder des hl. Bernardino, Santissima Annunziata del Vastato, Genua
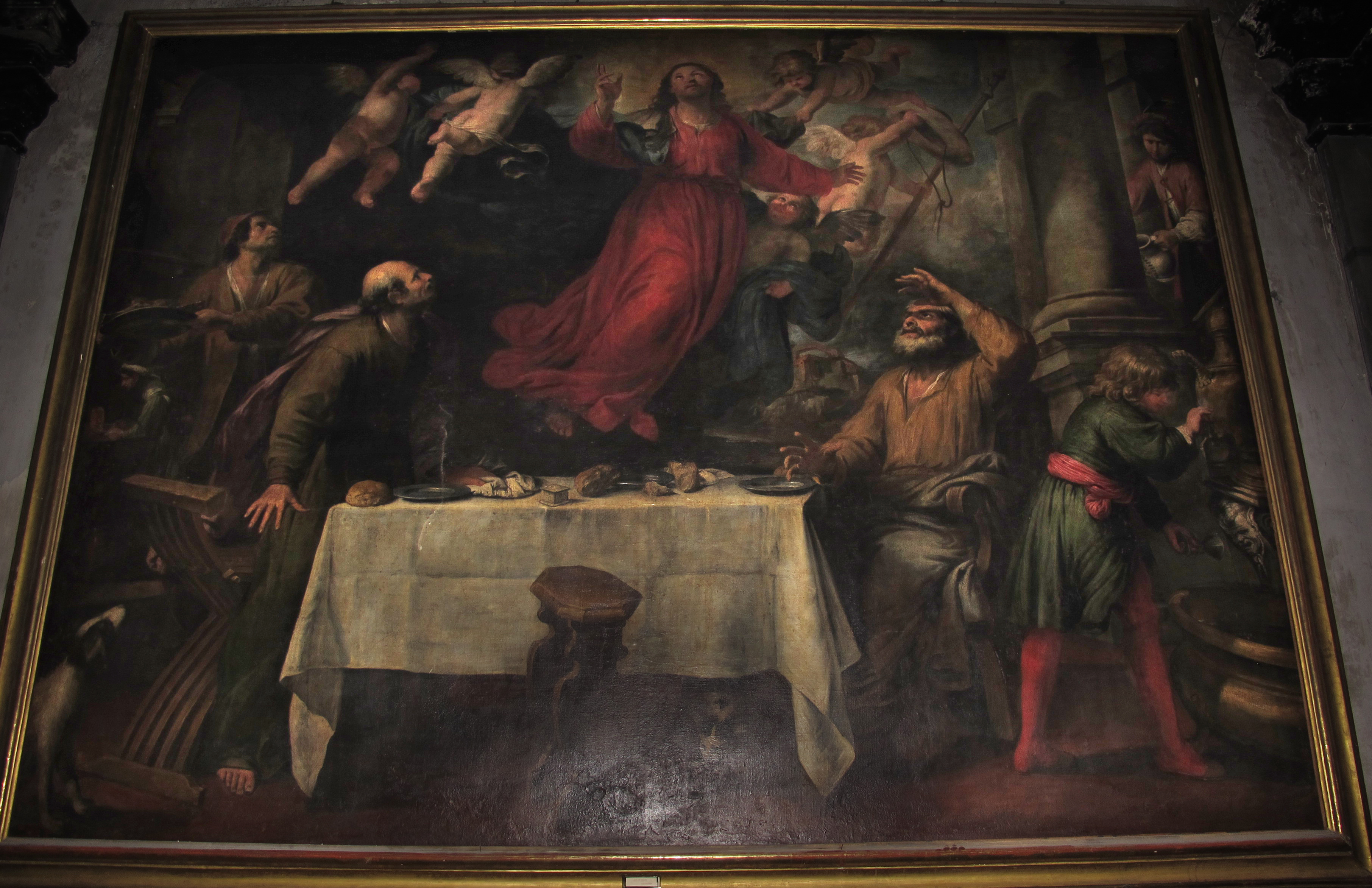
Giovanni Battista Carlone: Christus in Emmaus, Kirche Nostra Signora del Carmine e Sant’Agnese, Genua
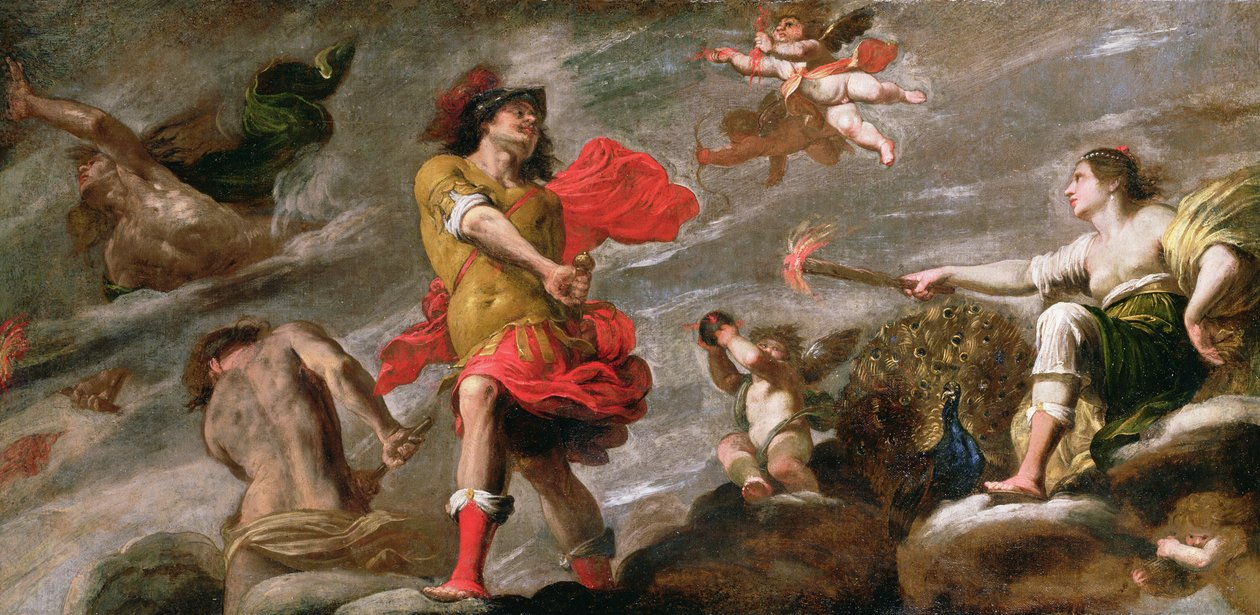
Giovanni Battista Carlone: Juno und Mars (1650), Öl auf Leinwand, 47,5 × 96,2 cm, Fitzwilliam Museum, Cambridge
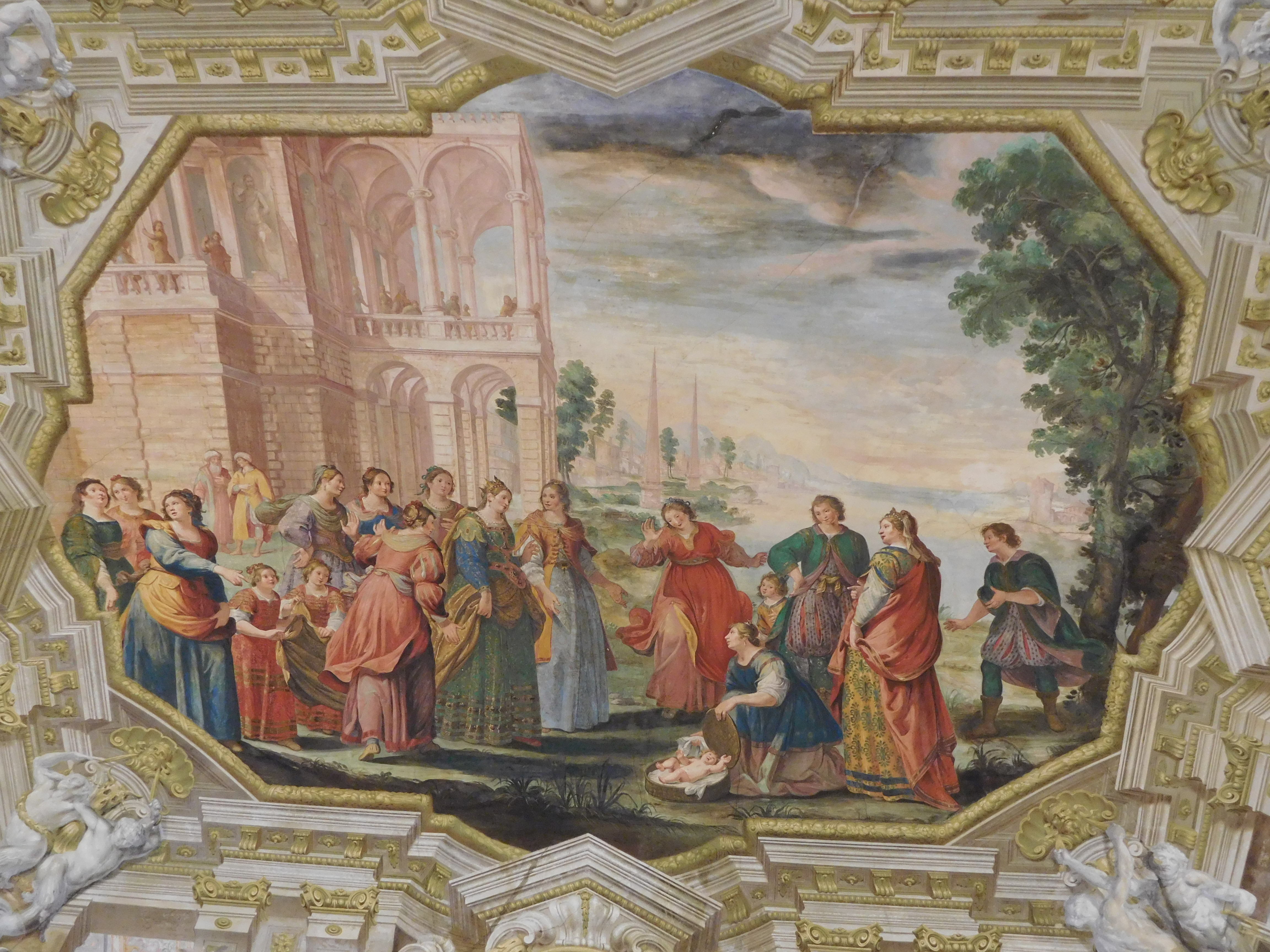
Die Auffindung des Moses, Deckenfresko im Palazzo Agostino Spinola, Genua